# Germain Chardin

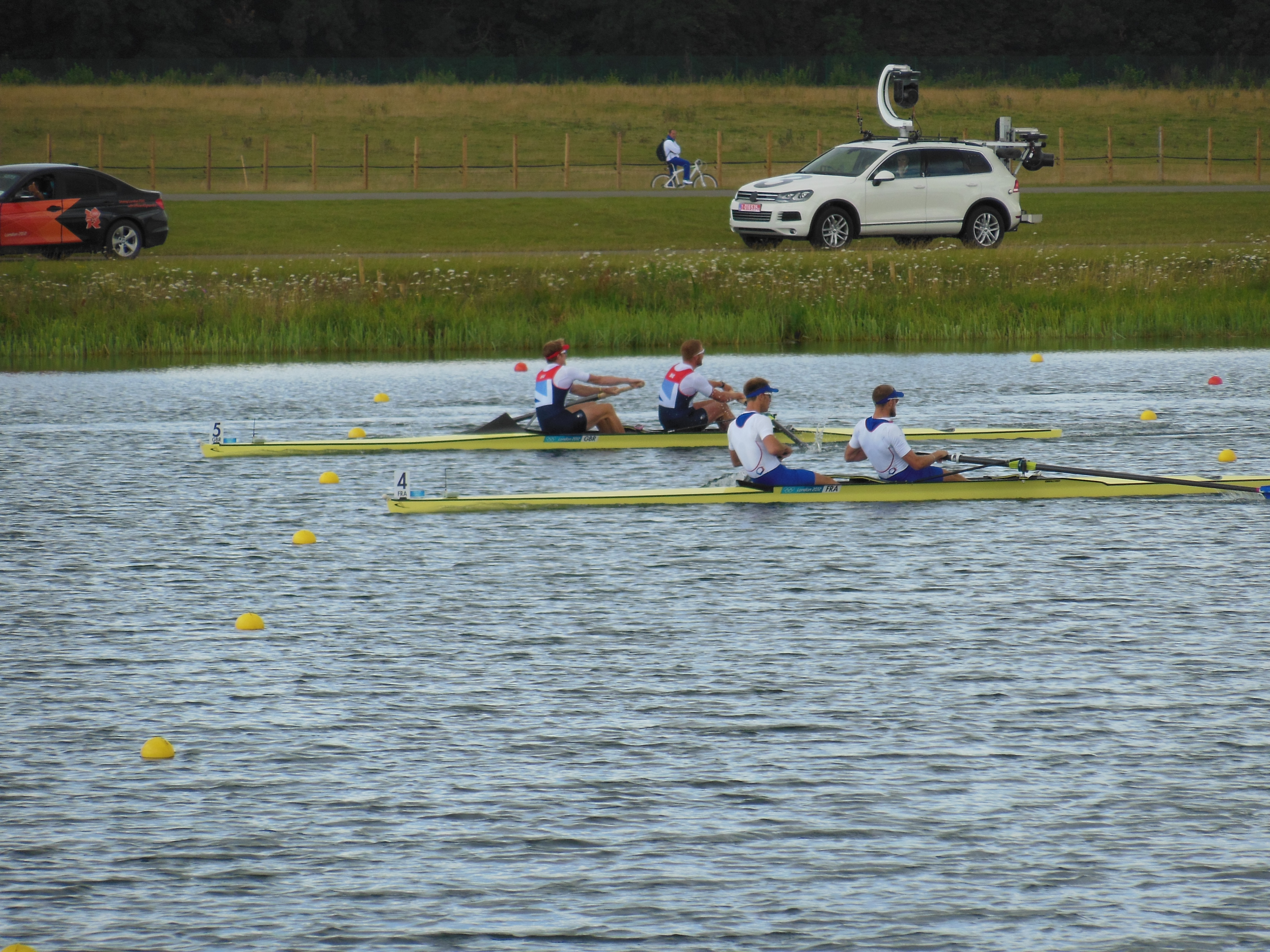
Ruderfinale bei den Olympischen Spielen 2012, der französische Zweier ist das rechte Boot: Chardin sitzt hinter Mortelette.

Germain Louis Marcel Chardin (* 15. Mai 1983 in Verdun) ist ein französischer Ruderer.
Chardin war 2000 Juniorenweltmeister im Vierer mit Steuermann und 2001 im Zweier ohne Steuermann mit Benjamin Rondeau. 2003 erreichte er seine erste Finalteilnahme in der Erwachsenenklasse, als er mit dem französischen Achter den vierten Platz bei den Weltmeisterschaften belegte. 2004 gewann er zusammen mit Benjamin Rondeau die U23-Weltmeisterschaften im Zweier ohne. 2006 erreichte Chardin mit dem Vierer ohne Steuermann den sechsten Platz bei den Weltmeisterschaften in Eton, eine Platzierung die der französische Vierer 2007 in München wiederholte. Bei den Olympischen Spielen 2008 in Peking erkämpften Julien Desprès, Germain Chardin, Benjamin Rondeau und Dorian Mortelette die Bronzemedaille hinter Briten und Australiern.
2009 ruderten Chardin und Mortelette im Zweier ohne Steuermann; die beiden belegten den vierten Platz bei den Weltmeisterschaften. Bei den Europameisterschaften traten die beiden mit dem französischen Achter an und erhielten die Bronzemedaille. Im September 2010 belegten Jean-Baptiste Macquet, Julien Desprès, Germain Chardin und Dorian Mortelette bei den Europameisterschaften in Montemor den fünften Platz im Vierer ohne Steuermann. Anfang November siegten die Franzosen in gleicher Besetzung bei den Weltmeisterschaften auf dem Lake Karapiro in Neuseeland. Die gleichen vier Ruderer belegten bei den Weltmeisterschaften 2011 den dreizehnten Platz. 
In der Olympiasaison 2012 traten Chardin und Mortelette wieder im Zweier ohne Steuermann an. Sie gewannen die letzte Olympiaqualifikation in Luzern und belegten bei der Olympiaregatta den zweiten Platz hinter den Neuseeländern Hamish Bond und Eric Murray. Bei den Europameisterschaften 2013 fuhren Chardin und Mortelette mit dem französischen Achter auf den vierten Platz. Im Zweier ohne Steuermann siegten bei den Weltmeisterschaften 2013 Bond und Murray vor Chardin und Mortelette. 2014 ruderten die beiden Franzosen nur im Achter, mit dem sie jeweils den fünften Platz bei den Europameisterschaften und den Weltmeisterschaften belegten. 2015 traten Chardin und Mortelette bei den Europameisterschaften im Zweier an und gewannen Silber hinter den Briten James Foad und Matt Langridge. Bei den Olympischen Spielen 2016 belegten die beiden Franzosen den fünften Platz.
Der 1,95 m große Chardin rudert für CN Verdunois.